# Rejon łozowski (1923–2020)
Rejon łozowski (ukr. Лозівський район) – dawna jednostka administracyjna obwodu charkowskiego Ukrainy.
Rejon utworzono 7 marca 1923. Powierzchnia rejonu wynosiła 1403,5 km², a ludność liczyła 32 500 osób. Siedzibą władz rejonu była Łozowa.
Zlikwidowany 19 lipca 2020 roku w ramach reformy administracyjnej. Jego ziemie weszły w skład nowego rejonu łozowskiego.